# 国際環境研究協会
一般社団法人国際環境研究協会（こくさいかんきょうけんきゅうきょうかい、英: Association of International Research Initiatives for Environmental Studies）は、環境研究・環境技術開発の推進を図り、地球規模での持続可能な社会を構築することを目的とする一般社団法人。1995年に任意団体として発足、1996年に環境庁（当時）から認可を受けて社団法人となり、公益法人制度改革に伴い、2011年4月1日より一般社団法人となる。
事務局を東京都台東区上野1-4-4藤井ビル2階に置いている。

## 事業
自主事業
- 調査研究（地球環境保全に関する研究）、会誌の発行、国際環境研究協会ニュース（AIRIES NEWS）の発行（月1回）

主な受託事業（平成21年度）
- プログラムディレクター事業、プログラムオフィサー事業、地球温暖化対策技術開発事業等選定補助業務、廃棄物処理等科学研究費等委員会運営業務、環境研究・技術開発推進事業、追跡評価業務、国際交流事業、感覚環境設計事業、環境研究・技術開発に係る成果発表会、低炭素社会構築のためのロードマップに関するシンポジウムの開催

## 学会誌
- 『地球環境』 和文誌
- 『Global Environmental Research』 英文誌